# 28 september
28 september är den 271:a dagen på året i den gregorianska kalendern (272:a under skottår). Det återstår 94 dagar av året.

## Namnsdagar

### I den svenska almanackan
- Nuvarande – Lennart och Leonard
- Föregående i bokstavsordning
  - Lena – Namnet infördes på dagens datum 1986, men flyttades 1993 till 18 augusti, där det har funnits sedan dess.
  - Lennart – Namnet infördes på dagens datum 1901 och har funnits där sedan dess.
  - Leonard – Namnet fanns, i formen Leonardus före 1727 på 6 november, till minne av en fransk abbot i Limoges på 500-talet. Detta år utgick det, men återinfördes 1747 på dagens datum, i den modernare formen Leonard. 1901 utgick det återigen, men återinfördes på nytt på dagens datum 1986 och har funnits där sedan dess.
  - Venceslaus – Namnet fanns, till minne av helgonet och hertigen av Böhmen med detta namn, på dagens datum före 1747, då det utgick.
  - Vendela – Namnet förekom under 1700-talet både på 2 augusti och dagens datum, men utgick sedan. 1901 infördes det på 8 november, där det har funnits sedan dess.
- Föregående i kronologisk ordning
  - Före 1747 – Venceslaus och Vendela
  - 1747–1900 – Leonard
  - 1901–1985 – Lennart
  - 1986–1992 – Lennart, Lena och Leonard
  - 1993–2000 – Lennart och Leonard
  - Från 2001 – Lennart och Leonard
- Källor
  - Brylla, Eva (red.). Namnlängdsboken. Gjøvik: Norstedts ordbok, 2000 ISBN 91-7227-204-X
  - af Klintberg, Bengt. Namnen i almanackan. Gjøvik: Norstedts ordbok, 2001 ISBN 91-7227-292-9

### Finlandssvenska almanackan
- Nuvarande från 2025[1] – Leon, Lennart, Leona, Leonard
- I föregående revideringar[a][2]
  - 1929–2019 – Leonard, Lennart
  - 2020–2024 – Lennart, Leon, Leonard, Leona

## Händelser
- 480 f.Kr. – Grekerna segrar i slaget vid Salamis, där den atenske generalen Themistokles lurar in perserna i Salamisbukten mellan Atens hamnstad Pireus och ön Salamis. De grekiska triremmerna går sedan till anfall och rammar eller sänker många persiska fartyg och bordar andra. Grekerna sänker omkring 300 persiska fartyg, men förlorar endast omkring 40 av sina egna. Resterna av den persiska flottan skingras och därför tvingas Xerxes I uppskjuta sina planerade landoffensiver i ett år, ett dröjsmål, som ger de grekiska stadsstaterna tid att göra enad front mot honom.
- 235 – Påven Pontianus blir avsatt av den romerske kejsaren (denna eller nästa dag). Därpå skickas han och några andra kyrkliga ledare, däribland författaren Hippolytus, i exil till Sardinien.
- 1362 – Sedan Innocentius VI har avlidit den 12 september väljs Guillaume Grimoard till påve och tar namnet Urban V.
- 1394 – Pedro de Luna utses till motpåve och tar namnet Benedictus XIII.
- 1448 – Kristian I av Oldenburg väljs till kung av Danmark.
- 1675 – Karl XI kröns till kung av Sverige i Uppsala domkyrka.
- 1823 – Sedan Pius VII har avlidit den 20 augusti väljs Annibale Francesco Clemente Melchiore Girolamo Nicola della Genga till påve och tar namnet Leo XII.[3]
- 1844 – Oscar I kröns till svensk kung.
- 1864 – Första internationalen grundas.
- 1876
  - James Craig Watson upptäcker asteroid 168 Sibylla.
  - Prosper Henry upptäcker asteroid 169 Zelia.
- 1919 – Lettlands universitet grundas.
- 1946 – Gustaf V:s chaufför kör av vägen i Segeltorp söder om Stockholm på den plats som därefter kom att få namnet Kungens kurva.
- 1958 – En folkomröstning godkänner med 80 procent ja-röster förslaget till ny konstitution i Frankrike.
- 1961 – En militärkupp i Damaskus gör slut på Förenade arabrepubliken.
- 1994 – 852 personer omkommer vid Estoniakatastrofen, varav 501 svenska medborgare.
- 1997 – Estoniamonumentet invigs.
- 2004 – Jordbävning med magnituden 6 i Parkfield, Kalifornien.
- 2007 – IBM släpper version 1.9 av z/OS.
- 2008
  - Den tjugonde säsongen av Simpsons börjar sändas på FOX.
  - Den kinesiska rymdfärjan Shenzhou 7 landar i Siziwang, Inre Mongoliet efter tre dagar i rymden.

## Födda
- 551 f.Kr. – Konfucius, kinesisk grundare av konfucianismen
- 1571 – Caravaggio, italiensk konstnär
- 1644 – Ole Rømer, dansk astronom och ämbetsman
- 1693 – Olof Malmerfelt, svensk ämbetsman och landshövding i Västmanlands län
- 1735 – Augustus FitzRoy, 3:e hertig av Grafton, brittisk politiker, premiärminister
- 1789 – Richard Bright, brittisk läkare, upptäckte njursjukdomen Brights sjukdom
- 1803 – Prosper Mérimée, fransk författare
- 1816 – Johan Knutson, finlandssvensk målare
- 1823 – Alexandre Cabanel, fransk målare
- 1827 – Aaron Augustus Sargent, amerikansk republikansk politiker och diplomat, senator (Kalifornien)
- 1841
  - Georges Clemenceau, fransk politiker; konseljpresident
  - Francis P. Fleming, amerikansk politiker, guvernör i Florida
- 1852 – Henri Moissan, fransk kemist, mottagare av Nobelpriset i kemi 1906
- 1870 – Birger Wedberg, jurist, ledamot av Svenska Akademien
- 1871
  - Pietro Badoglio, italiensk militär och politiker
  - Fred P. Cone, amerikansk demokratisk politiker, guvernör i Florida
- 1895 – Prentice Cooper, amerikansk demokratisk politiker och diplomat, guvernör i Tennessee
- 1905 – Max Schmeling, tysk boxare, världsmästare i tungvikt
- 1910 – Albert Christiansen, svensk barnskådespelare och ingenjör
- 1911
  - Ellsworth Vines, amerikansk tennisspelare
  - Magnus Stenbock, svensk greve, författare, debattör och konstnär
- 1914 – Henrik Åkerlund, svensk docent och moderat politiker
- 1916
  - Olga Lepesjinskaja, rysk ballerina och balettlärare
  - Peter Finch, brittisk skådespelare
- 1918 – Ethel Rosenberg, amerikansk misstänkt spion
- 1919 – Lenn Hjortzberg, svensk skådespelare och regiassistent
- 1923 – Tuli Kupferberg, amerikansk poet och musiker, medlem i The Fugs
- 1924 – Marcello Mastroianni, italiensk skådespelare
- 1930 – Rune Hallberg, svensk skådespelare och sångare
- 1932 – Víctor Jara, chilensk vissångare, poet, singer/songwriter och teaterregissör
- 1933 – Joe Benton, brittisk parlamentsledamot för Labour
- 1934 – Brigitte Bardot, fransk skådespelare
- 1944 – Charlotte Cederschiöld, svensk moderat politiker, EU-parlamentariker
- 1946 – Jeffrey Jones, amerikansk skådespelare
- 1948 – Sören Cratz, svensk fotbollstränare
- 1954 – Margot Wallström, svensk socialdemokratisk politiker, bland annat EU-kommissionär, utrikesminister
- 1962 – Elisabeth Unell, svensk politiker (moderat) i Västerås
- 1964 – Brendan Kelly, irländsk skådespelare
- 1966 – Jocke Ljungberg, svensk programledare och discjockey
- 1967 – Mira Sorvino, amerikansk skådespelare
- 1968
  - Michelle Meldrum, amerikansk hårdrocksgitarrist
  - Mika Häkkinen, finländsk racerförare
  - Mikael Nilsson (fotbollsspelare född 1968), svensk fotbollsspelare, VM-brons och kopia av Svenska Dagbladets guldmedalj 1994
  - Naomi Watts, australisk skådespelare och filmproducent
- 1970 – Kimiko Date, japansk tennisspelare
- 1972 – Joseph Arthur, amerikansk rockmusiker, sångare och låtskrivare
- 1978 – Bushido, artistnamn för Anis Mohamed Youssef Ferchichi, tysk rappare
- 1979 – Bam Margera, amerikansk skateboardåkare och tv-programledare, känd från Jackass
- 1982
  - Aleksandr Anjukov, rysk fotbollsspelare
  - Emeka Okafor, amerikansk basketspelare
  - Dustin Penner, kanadensisk ishockeyspelare
- 1984
  - Naim Terbunja, svensk boxare
  - Melody Thornton, amerikansk sångare, medlem i gruppen Pussycat Dolls
  - Mathieu Valbuena, fransk fotbollsspelare
  - Ryan Zimmerman, amerikansk basebollspelare
- 1987 – Hilary Duff, amerikansk skådespelare och popsångare
- 1988 – Marin Čilić, kroatisk tennisspelare
- 1996 – Emil Larmi, finländsk ishockeymålvakt
- 1998 – Alva Bratt, svensk skådespelare

## Avlidna
- 1582 – George Buchanan, skotsk humanist
- 1702 – Robert Spencer, earl av Sunderland, engelsk statsman
- 1797 – Gunning Bedford, amerikansk federalistisk politiker, guvernör i Delaware
- 1837 – David Barton, amerikansk politiker, senator (Missouri)
- 1891 – Herman Melville, amerikansk författare, skrev bland annat Moby Dick
- 1895 – Louis Pasteur, fransk kemist och biolog
- 1901 – Emil Goetze, tysk operasångare
- 1902 – Karl Eduard Richard Voigtel, tysk arkitekt
- 1911 – Charles F. Manderson, amerikansk republikansk politiker, senator (Nebraska)
- 1945 – Heinrich Seetzen, tysk SS-officer, befälhavare inom Einsatzgruppen
- 1953
  - Edwin Hubble, amerikansk astronom
  - Daniel T. McCarty, amerikansk demokratisk politiker, Floridas guvernör
- 1954 – Pat McCarran, amerikansk demokratisk politiker och jurist, senator (Nevada)
- 1959
  - Alvar Kraft, svensk kompositör, arrangör av filmmusik
  - René Caudron, fransk flygpionjär
- 1962 – Roger Nimier, fransk författare
- 1964 – Harpo Marx, amerikansk komiker, en av Bröderna Marx
- 1966 – André Breton, fransk poet, surrealismens ledare och främste teoretiker
- 1969
  - Gustaf Raskenstam, svensk affärsman och sol-och-vårare
  - Lotus Robb, amerikansk skådespelare
- 1970
  - John Dos Passos, amerikansk romanförfattare
  - Gamal Abdel Nasser, Egyptens president
- 1971 – Henrik Bentzon, dansk skådespelare
- 1978 – Johannes Paulus I, påve
- 1981 – Rómulo Betancourt, venezolansk politiker
- 1989 – Ferdinand Marcos, filippinsk president och diktator
- 1991 – Miles Davis, amerikansk jazzmusiker och kompositör
- 1994 – Pierre Isacsson, svensk sångare, (omkom i Estoniakatastrofen)
- 1996 – Mohammad Najibollah, afghansk politiker, Afghanistans president
- 1998 – Olle Länsberg, svensk författare, manusförfattare och sångtextförfattare
- 2000 – Pierre Trudeau, kanadensisk premiärminister
- 2001 – Stig Törnblom, svensk skådespelare
- 2003
  - Olle Anderberg, svensk brottare, OS-silver 1948, OS-guld 1952
  - Elia Kazan, amerikansk regissör
- 2007 – Jan Freese, svensk jurist och ämbetsman
- 2009
  - Ulf Larsson, svensk skådespelare, regissör och programledare
  - Guillermo Endara, panamansk tidigare president
- 2010 – Arthur Penn, amerikansk regissör
- 2011 – Claude R. Kirk, amerikansk politiker, Floridas guvernör
- 2012 – Michael O'Hare, amerikansk skådespelare
- 2016 – Shimon Peres, israelisk politiker, mottagare av Nobels fredspris 1994
- 2021 – Barry Ryan, brittisk sångare
- 2022 – Artis Leon Ivey Jr, amerikansk rappare och skådespelare med artistnamnet Coolio
- 2024
  - Bengt Frithiofsson, svensk journalist, vinkritiker och författare.
  - Kris Kristofferson, amerikansk sångare, låtskrivare, gitarrist och skådespelare.